# Guido Trentin
Guido Trentin (Grandate, 24 november 1975) is een Italiaans voormalig wielrenner.

## Belangrijkste overwinningen
2002
- 5e etappe Ronde van Spanje

2005
- 5e etappe GP de Ciclismo de Torres Vedras
- 4e etappe Tour de la Région Wallonne

## Resultaten in voornaamste wedstrijden
| Jaar | Ronde van Italië | Ronde van Frankrijk | Ronde van Spanje |
| ---- | ---------------- | ------------------- | ---------------- |
| 2000 |                  | 18e                 |                  |
| 2001 |                  | 45e                 | 74e              |
| 2002 |                  |                     | 15e (1)          |
| 2003 |                  | 63e                 | 19e              |
| 2004 |                  |                     | 76e              |
| 2005 | 40e              |                     |                  |
| 2006 | 30e              |                     |                  |
| 2007 |                  |                     |                  |

| Jaar | Milaan-San Remo | Luik-Bast.‑Luik | Ronde van Lombardije | Bretagne Classic |
| ---- | --------------- | --------------- | -------------------- | ---------------- |
| 2000 |                 | 105e            |                      |                  |
| 2001 |                 | 39e             |                      |                  |
| 2002 | 59e             | 101e            |                      |                  |
| 2003 | 140e            |                 | 9e                   |                  |
| 2004 | 47e             |                 |                      | Brons            |
| 2005 |                 |                 | 38e                  | 50e              |
| 2006 | 69e             |                 | 75e                  | 60e              |
| 2007 |                 |                 | 50e                  |                  |